# سعید فتاح
سعید فتاح (عربی: سعيد فتاح؛ زادهٔ ۱۵ ژانویهٔ ۱۹۸۶) بازیکن فوتبال اهل مراکش است.
از باشگاه‌هایی که در آن بازی کرده‌است می‌توان به باشگاه فوتبال الرجا، باشگاه فوتبال الوداد کازابلانکا، باشگاه فوتبال ارتش سلطنتی مراکش، و باشگاه فوتبال الاتحاد کلبا اشاره کرد.
وی همچنین در تیم‌های ملی فوتبال زیر ۲۰ سال مراکش، زیر ۲۳ سال مراکش، و مراکش بازی کرده‌است.